# 스코틀랜드 U-18 축구 국가대표팀
스코틀랜드 U-18 축구 국가대표팀(스코트어: Nederlands voetbalelftal onder 18)은 스코틀랜드을 대표하는 18세 이하의 축구 국가대표팀으로, 스코틀랜드의 축구 관리 기관인 스코틀랜드 축구 협회의 관리를 받는다. UEFA U-18 축구 선수권 대회에 18번 참가해 1982년에 우승을 차지했다.